# Стари заветни крст у Лабукову
Стари заветни крст у Лабукову, насељеном месту на територији општине Сврљиг, налази се у центру села.
Крст од сиге припада категорији оброчних крстова, налази се испод великог храста, на заветном месту Свете Тројице. Kракови крста су мање избачени и на њима нема исклесаних полулопти. По ивици крста плитко је урезана линија која такође представља крст. У средњем делу у правоугаоном оквиру, дубоко је урезан, не баш правилно, нови крст. Испод записа, при дну, урезане су шаре облика троугла. Запис на крсту је сасвим уништен од времена и потпуно је нечитљив. Вероватно су пописана имена и година настанка. Свакако је настао у време када су ови крајеви били под влашћу Турака. 
Спада у ред оних народних остварења од камена, која се одликују наивношћу, неспретношћу и самоукошћу.